# Mauk Weber
Mauk Weber (Hága, 1914. március 1. – Hága, 1978. április 14.) holland válogatott labdarúgó.
A holland válogatott tagjaként részt vett az 1934-es és az 1938-as világbajnokságon.